# Scott Meredith
Scott Meredith (született: Arhur Scott Feldman) (New York, 1923. november 22. – Manhasset, New York, 1993. február 11.) amerikai tudományos-fantasztikus író, irodalmi ügynök.

## Élete
A Scott Meredith Literary Agency (Scott Meredith Irodalmi Ügynökség) megalapítója, melyet testvérével, Sidney Meredith-tel együtt hozott létre 1946-ban. Első ügyfele P. G. Wodehouse volt, később olyan híres és sikeres írók tartoztak hozzá, mint Richard S. Prather, Morris West, Norman Mailer, J. G. Ballard, Arthur C. Clarke és Philip K. Dick. Fiatal korában ő maga is írt fantasztikus elbeszéléseket, A matematikusok című írása a Galaktika 13. számában magyarul is megjelent. Kiadói tevékenysége a terület számos alapvető gyakorlatát újította meg, figyelt az amerikai szerzők külföldi jogdíjaira, a megfilmesítésekre és a kiadók aukciós jogaira. A kiadói munkáról Writing to Sell címen írt könyvet.

## Fordítás
- Ez a szócikk részben vagy egészben  a   Scott Meredith című angol Wikipédia-szócikk ezen változatának fordításán alapul.  Az eredeti cikk szerkesztőit annak laptörténete sorolja fel. Ez a jelzés csupán a megfogalmazás eredetét és a szerzői jogokat jelzi, nem szolgál a cikkben szereplő információk forrásmegjelöléseként.